# W. G. Sebald Lecture
Zur W. G. Sebald Lecture (offiziell: Sebald Lecture) lädt das British Centre for Literary Translation (BCLT) seit 2010 jährlich in Zusammenarbeit mit dem britischen National Centre for Writing und der British Library bedeutende Autoren als Redner ein. In den letzten Jahren findet die Vorlesung im British Library Conference Centre in London statt und wird online übertragen.

## Redner
Zu Ehren von W. G. Sebald, der 1989 das BCLT an der University of East Anglia gegründet hatte, lädt das BCLT einmal im Jahr zu einer öffentlichen Vorlesung ein, bei der international renommierte Schriftsteller, Journalisten und Philologen zum Thema Literatur in Übersetzung sprechen.
Seit 2010 wird die Sebald Lecture jährlich gehalten. Erste Vorlesungen in unregelmäßiger Folge gab es schon vorher:
- 2003: Tariq Ali[3]
- 2006: Hans Magnus Enzensberger im Gespräch mit David Constantine[4]
- 2010: Will Self
- 2011: Ali Smith
- 2012: Sean O’Brien
- 2013: Boris Akunin
- 2014: Margaret Atwood
- 2015: A. L. Kennedy[5]
- 2016: Roger McGough
- 2017: Michael Longley
- 2018: Arundhati Roy
- 2019: Emily Wilson
- 2020: David Bellos
- 2021: Jhumpa Lahiri[6]
- 2022: Lydia Davis
- 2023: Alberto Manguel[7]